# Daniel Guénette
Daniel Guénette, né le 21 mai 1952 à Montréal, est un poète, romancier, critique littéraire et enseignant québécois.

## Biographie
Daniel Guénette détient une maîtrise en création littéraire de l'Université de Montréal. Il enseigne la littérature au Cégep de Granby pendant trente-quatre ans. En 2011, il prend sa retraite,.
En poésie, il publie plusieurs titres dont Empiècements (Triptyque, 1985), L'Irrésolue (Éditions du Noroît, 1986), La Part de l'ode (Éditions du Noroît, 1988), La fin du jour (Éditions du Noroît, 1992) ainsi que Adieu (Triptyque, 1996). Comme romancier, il fait notamment paraître L'Écharpe d'Iris (Triptyque, 1991) ainsi que Jean de la Lune (Triptyque, 1994),,,,.
Après avoir mis de côté l'écriture pendant vingt ans, il fait paraître trois recueils de poésie ainsi que quatre récits, soit Traité de l'incertain (Triptyque, 2013), Carmen quadratum (Triptyque, 2016) et Varia (Éditions du Noroît, 2018) ainsi que L'École des Chiens (Triptyque, 2015), Miron, Breton et le mythomane (Les Éditions de la Grenouillère, 2017), Dédé blanc-bec, Québec (Les Éditions de la Grenouillère, 2019) et Vierge folle (Les Éditions de la Grenouillère, 2021),.
Daniel Guénette signe également des textes dans plusieurs revues littéraires en tant que poète et critique littéraire, notamment pour la revue Moebius,.
En 2016, il est finaliste au Prix d’excellence de la SODEP, dans la catégorie Texte d’opinion critique sur une œuvre littéraire ou artistique.

## Œuvres

### Poésie
- Empiècements, Montréal, Triptyque, 1985, 93 p. (ISBN 2890310159)
- L'Irrésolue, avec 7 aquarelles de Jacques Palumbo, Montréal, Éditions du Noroît, 1986, 78 p. (ISBN 2890181294)
- La Part de l'ode, avec 8 petites cosmogonies de Jacques Palumbo, Montréal, Éditions du Noroît, 1988, 76 p. (ISBN 289018157X)
- La fin du jour, Montréal, Éditions du Noroît, 1992, 70 p. (ISBN 2-89018-250-9)
- Adieu, Montréal, Triptyque, 1996, 69 p. (ISBN 2-89031-239-9)
- Traité de l'Incertain, Montréal, Triptyque, 2013, 59 p. (ISBN 9782890318892)
- Carmen quadratum, Montréal, Triptyque, 2016, 77 p. (ISBN 9782897410759)
- Varia, Montréal, Éditions du Noroît, 2018, 79 p. (ISBN 9782897661496)
- La châtaigneraie, Bromont, Éditions de La Grenouillère, 2023, 80 p.  (ISBN 9782924758755)

### Romans
- J. Desrapes ou La prise en passant, Montréal, Triptyque, 1988, 146 p. (ISBN 2890310795)
- L'Écharpe d'Iris, Montréal, Triptyque, 1991, 300 p. (ISBN 2890311325)
- Jean de la Lune, Montréal, Triptyque, 1994, 228 p. (ISBN 2-89031-185-6)
- L'école des chiens, Montréal, Triptyque, 2015, 268 p. (ISBN 9782890319851)
- Miron, Breton et le mythomane, Québec, Les Éditions de la Grenouillère, 2017, 183 p. (ISBN 9782924758076)
- Dédé blanc-bec, Québec, Les Éditions de la Grenouillère, 2019, 205 p. (ISBN 9782924758465 et 2924758467)
- Vierge folle, Québec, Les Éditions de la Grenouillère, 2021, n.p. (ISBN 9782924758595 et 2924758599)

### Essai
- Le complexe d’Orphée, Montréal, Éditions Nota bene, 2023, 186 p.  (ISBN 9782895188056)

## Prix et honneurs
- 2016 - Finaliste : Prix d’excellence de la SODEP, dans la catégorie Texte d’opinion critique sur une œuvre littéraire ou artistique[1].
- 2023 - Finaliste au Prix d’excellence du webmagazine La Métropole.

### Commentaires sur les publications
- Antoine Boisclair, « À l’ami que le vent emporte », dans Lettres Québécoises, N° 188, printemps 2023, p. 75.
- Louis Cornellier, « Promenade en poésie », dans Le Devoir, 18 mars 2023.
- Antoine Deslauriers, « Approches(s) de la poésie », dans Spirale, automne 2023, p 116.